# 德韦恩·琼斯
德韦恩·琼斯（英語：Dwayne Jones，1983年6月9日—），生於西弗吉尼亚州摩根敦，美国职业篮球运动员。